# فايز صاروفيم
فايز صاروفيم (1929 في مصر - 27 مايو 2022) رجل أعمال مصري أمريكي قبطي. أدار عدد من صناديق بورصة عائلة دريفوس، وكان المساهم الأصلي وثاني أكبر مساهمي كيندر مورگان (NYSE: KMI) وامتلك جزئياً فريق هيوستون تكسانز؛ خامس أغلى فرق الدوري الوطني لكرة القدم الأمريكية، بقيمة 1.85 مليار دولار. أنجب خمسة أنجال، وعاش في هيوستن، تكساس. قُدَّرت ثروته بحوالي 1.6 مليارات دولار في شهر مايو 2022.

## الحياة الشخصية
تزوج صاروفيم ثلاث مرات. عام 1962، تزوج لويزا ستود، ابنة هرمان براون بالتبني، مؤسس براون أند روت؛ وأنجبا كريستوفر وأليسون. وفي عام 1984، أنجب ولداً، أندرو صاروفيم، من ليندا هيكس، موظفة سابقة في شركته. وفي عام 1986، أنجبا ولداً آخر، فيليپ؛ وفي عام 1989، أنجبت هيكس ابنًا من رجل آخر، فتبناه صاروفيم. وفي عام 1990، طلق زوجته الأولى التي حصلت على تسوية طلاق بقيمة 250 مليون دولار. وفي عام 1990، تزوج هيكس؛ وعام 1996، طلق هيكس لتحصل على تسوية طلاق بقيمة 12 مليون دولار. لاحقاً توفيت هيكس أثناء تسلقها جبل كليمنجارو. وفي في ديسمبر 2014، تزوج سوزان كرون، الزوجة السابقة للملياردير تريسي كرون، وأم لوري كرون، زوجة ابنه فيليپ.

## مساره العملي
جُنِّد في قاعة مشاهير الأعمال في تكساس، واحتل المرتبة الثالثة في قائمة أكثر المصريين الأمريكيين نفوذا.

## تبرعاته للمؤسسات الخيرية
قدم جهوده الخيرية لمساعدة المؤسسات والبرامج الهامة في عدد من المجالات. فكان مساهمًا رئيسيًا في هيوستن باليه ومتحف الفنون الجميلة. كما قدم الدعم لمركز ميموريال سلون كيترينج للسرطان ومستشفى تكساس للأطفال ومركز العلوم الصحية بجامعة تكساس في هيوستن لبناء مبنى أبحاث فايز صاروفيم الصديق للبيئة بقيمة 120 مليون دولار. كما قدم منح مالية لعدة جهات أُخرى.